# Michelle Jenneke
Michelle "Shelly" Jenneke (Kenthurst, 23 de junho de 1993) é uma atleta australiana. Especialista em competições de 100 metros com barreiras,  Shelly treina desde os seus 10 anos de idade, no Cherrybrook Athletics Club localizado em New South Wales, na Austrália. Muitos dos records em barreiras dos 100 metros femininos do clube pertecem a Michelle Jenneke. A atleta representou a Austrália no Jogos Olímpicos de Verão da Juventude de 2010, no dia 15 de julho, em Singapura, onde conseguiu o segundo lugar. Em Barcelona, no Campeonato Mundial Júnior de Atletismo de 2012 na prova dos 100 metros com barreiras, no dia 15 de julho, Michelle Jenneke alcançou a final que, contudo, terminou em quinto lugar na mesma competição.

## Carreira atlética
- 1st place (100 metros barreiras) - Australian Junior Championships de 2010
- 1st place (4x100 metros metros medley feminino) - Australian Junior Championships de 2010  (Recorde da Austrália)
- 2º classificado (100 metros barreiras) - Jogos Olímpicos de Verão da Juventude de 2010, Singapura
- 4º classificado (4x100 metros medley feminino) - Jogos Olímpicos de Verão da Juventude de 2010, Singapura
- 3º classificado (100 metros barreiras) - 2011 Campeonato de Austrália
- 5º classificado - Campeonato Mundial Júnior de Atletismo de 2012, Barcelona, Espanha

## Cobertura midiática
Apesar de não ter ganho o título nos 100m com barreiras no Campeonato Mundial Júnior de Atletismo a 15 julho de 2012, Michelle causou sensação num video amplamente divulgado que perpetuou um invulgar aquecimento antes da corrida de qualificação.